# 공작 (2018년 영화)
"공작"은 2018년에 개봉한 대한민국의 영화이다. 1990년대 안기부 간첩 '흑금성'을 다룬 첩보물이다.

## 흑금성 사건 개요
1997년 12월 15대 대선을 앞두고 당시 제1야당 새정치국민회의 대선 후보 김대중을 낙선시켜 여당 한나라당 대선 후보 이회창 후보를 당선하기 위해 안기부가 주도한 '북풍 공작'이다. '흑금성'은 안기부가 <아자커뮤니케이션> 측에 전무로 위장 취업시킨 박채서의 암호명이다. 안기부는 <아자커뮤니케이션>에 위장 취업시킨 박채서를 통해 대북 사업과 관련한 공작을 시도했다.

## 줄거리
1992년 1월, 박석영 소령은 국가안전기획부(안기부)에 의해 북한 핵 개발 프로그램의 실상을 파악하기 위해 영입된다. 이는 북한의 엘리트들과 지도자 김정일만이 알고 있는 내용이었다. 최학성 부장의 지시에 따라 박석영은 빚 때문에 군을 떠난 알코올 중독 사업가 행세를 한다. 최학성은 박석영에게 북한 대외경제위원회 부장 리명운에게 접근하라고 지시한다.
베이징시를 거점으로 박석영은 북한 제품 거래를 원하는 사업가로 자리매김하고, 그의 활동은 리명운과 다른 북한 관리들의 주목을 받는다. 안기부는 중국에서 위조된 북한 제품에 대한 단속을 조율하여, 중국 관리들이 장성택의 조카 장성훈을 체포하게 한다. 이로 인해 리명운은 장성훈의 석방을 위한 돈을 마련하기 위해 박석영을 찾을 수밖에 없게 된다. 그러나 리명운은 박석영을 경계하며 신뢰의 대가로 남한 정보국의 정보를 요구한다.
최학성은 박석영에게 소량의 기밀 정보와 함께 현금을 전달하게 한다. 또한, 북한 관리들을 위한 선물로 모조 롤렉스 시계를 제공한다. 이어진 회의에서 국가보위성의 정무택은 박석영에게 사업가로 계속 활동하는 대신 자신에게 직접 군사 기밀을 팔 것을 제안한다. 박석영은 분개하는 척하며 제안을 거절한다. 나중에 저녁 식사 중 정무택은 박석영을 의심하고 수색하려 하며 몸싸움이 벌어져 롤렉스 시계가 드러난다. 정무택의 행동에 불쾌함을 느낀 리명운은 결국 박석영을 신뢰하기로 결정한다.
박석영은 북한 내 촬영지를 물색하고 싶어하는 한창주와 광고 사업을 제안한다. 그러나 이 사업은 남한 대기업들이 관련되어 있어 김정일의 승인이 필요하다. 북한에서 박석영과 리명운은 김정일에게 사업을 승인하도록 설득하며, 여기에는 금강산 리조트 건설도 포함된다. 김정일은 또한 고려와 조선 왕조의 유물을 팔기를 원한다.
촬영 과정에서 박석영은 더 많은 유물을 찾는다는 구실로 녕변군을 방문할 기회를 잡고, 이로 인해 핵 시설에 더 가까이 다가갈 수 있게 된다. 그곳에서 리명운과 김씨 일가의 친척인 김명수는 박석영에게 김일성-김정일 배지를 건넨다. 박석영이 북한 기근의 파괴적인 영향을 목격하는 동안, 김명수는 김정일 정권에 대한 불만을 털어놓는다. 김명수는 이후 추방당한다.
김대중의 인기가 높아져 안기부의 영향력을 위협하자 최학성은 박석영에게 북한에 편지를 전달하도록 명령한다. 안기부의 의도를 의심한 박석영은 최학성이 리명운과 정무택에게 남한의 외딴 섬들을 공격하여 김대중의 지지를 약화시키자고 제안하는 회의를 도청한다. 박석영은 최학성을 질책하지만, 최학성은 그가 공산주의자들에게 흔들렸다고 일축한다. 대신 박석영은 정권에 대해 은밀히 회의를 품고 있는 리명운에게로 향한다.
그들은 다시 김명수를 만나고, 박석영이 최학성의 지불금 중 40만 달러를 정무택이 횡령한 것을 폭로하자 김명수는 도발을 진행하지 않기로 설득된다. 김대중은 결국 대통령으로 선출되지만, 안기부는 박석영을 자신들의 스파이로 폭로한다. 평양에서 리명운은 박석영에게 북한으로의 망명 또는 처형 중 하나를 선택하도록 강요한다. 박석영은 거부하지만, 리명운은 박석영을 쏘지 못한다. 대신 리명운은 박석영에게 특별 비자를 주어 북한을 떠나도록 돕는다. 두 사람은 숙청되지 않을 것이라고 확신하며 리명운이 남는 가운데 고통스러운 작별을 고한다. 한편, 김명수는 안기부의 선거 개입 시도를 조사하여 최학성의 해임과 안기부의 국가정보원으로의 재편을 이끌어낸다.
2005년, 박석영과 리명운은 상하이시에서 이효리와 북한 여배우가 출연하는 남한 광고 촬영 현장에서 다시 만난다.

## 캐스팅
- 황정민: 박석영(흑금성) 역
- 이성민: 리명운 역
- 조진웅: 최학성 역
- 주지훈: 정무택 역
- 김홍파: 김명수 역
- 정소리: 이홍설 역
- 김응수: 김 부장 역
- 채용: 황병철 역
- 박진영: 김장혁 역
- 남문철: 박 의원 역
- 최병모: 유 의원 역
- 김인우: 키요하라 역
- 정기섭: 안기부요원 1 역
- 이승준: 보위부요원 1 역
- 양현민: 보위부요원 2 역
- 허승: 보위부요원 3 역
- 엄지만: 보위부요원 4 역
- 백승익: 보위부요원 5 역
- 권범택: 감별사 역
- 최정인: 석영 처 역
- 김소진: 창주 처 역
- 박혜영: 리명운 처 역
- 곽자형: 장성훈 역
- 김지나: 무역회사 직원 역
- 조주희: 조명애 역
- 홍기준: 후임장교 역
- 류성현: 기차세관장교 역
- 박혁민: 경비대 장교 역
- 윤대열: 경비대 병사 1 역
- 김용석: 경비대 병사 2 역
- 김종태: 경비대 병사 3 역
- 차지헌: 정과장 처 역
- 이한나: 석영 딸 역
- 서주연: 창주 딸 역
- 박민수: 리명운 아들 역
- 박영웅: 호출장교 역
- 정승배: 서기국 간부 역
- 김규남: 손수레꾼 역
- 박경찬: 대좌 역
- 김수연: 간호사 역
- 김현: 부동산 사장 역
- 박원희: 수용소 지휘관 역
- 민무제: 남파간첩 역
- 이상원: 초대소 경비병 역
- 곽진석: 베이징 요원 1 역
- 이재우: 베이징 요원 2 역
- 주해은: 미인계 북한요원 역
- 한성천: 광고촬영감독 역
- 최운진: 스틸기사 역
- 백승철: 총살 기차 승객 역
- 김윤영: 기차 안내원 역
- 김지혜: 서울무역 직원 역
- 손성찬: 안기부내사관 역
- 이동희: 경복궁 사진기사 역
- 이보영: 광고회사 직원 역
- 김온세: 유치원 선생님 역
- 권혁: 퀵서비스 배달원 역
- 권정민: 태평양창고 기자 역
- 설창희: 언론사 기자 역
- 이천희: 부동산 중개업체 직원 역
- 한창현: 소대장 1 역
- 정종우: 소대장 2 역
- 박원우: 통신실 군인 1 역
- 감승민: 통신실 군인 2 역
- 김정호: 통신실 군인 3 역
- 이상현: 통신실 군인 4 역
- 강태혁: 별장 초소병 1 역
- 박우재: 별장 초소병 2 역
- 곽진: 체포 공안 1 역
- 김성강: 체포 공안 2 역
- 정광수: 광고 투자자 역
- 서동석: 개표방송 구경꾼 1 역
- 서석규: 개표방송 구경꾼 2 역
- 김은아: 개표방송 구경꾼 3 역
- 김은서: 개표방송 구경꾼 4 역
- 이정열: 연회장 장교 1 역
- 박형규: 연회장 장교 2 역
- 안두호: 연회장 장교 3 역
- 정성용: 연회장 장교 4 역
- 정수민: 연회장 장교 5 역
- 송하은: 연회장 장교 6 역
- 하상임: 연회장 장교 7 역
- 요하네스: 독일 직원 역
- 왕승한: 고려관 주방장 역
- 궈 후이 강: 오토바이맨 역
- 니 니엔 지에: 나이트 클럽 손님 역
- 박진수: 단속요원 역
- 김광현: 안기부요원 2 역
- 양지수: 안기부요원 3 역
- 이기용: 안기부요원 4 역
- 김훈만: 안기부요원 5 역
- 조현수: 안기부요원 6 역
- 조명행: 친위대 장교 1 역
- 김만기: 친위대 장교 2 역
- 남택민: 친위대 장교 3 역
- 공민규: 친위대 장교 4 역
- 이창훈: 친위대 장교 5 역
- 김현중: 친위대 장교 6 역
- 강민지: 친위대 장교 7 역
- 권유진: 친위대 장교 8 역
- 금새록: 친위대 장교 9 역
- 박수경: 친위대 장교 10 역
- 최은화: 친위대 장교 11 역
- 권용식: 친위대 장교 12 역
- 남승화: 친위대 장교 13 역
- 정재헌: 선착장 장교 1 역
- 황두하: 선착장 장교 2 역
- 김도하: 국경수비대 1 역
- 강덕중: 국경수비대 2 역
- 문지홍: 국경수비대 3 역
- 유성주: 국경수비대 4 역
- 류대식: 국경수비대 5 역
- 이재혁: 상황실 한국군 1 역
- 염석무: 상황실 한국군 2 역
- 손현준: 판문점 한국군 역
- 강준석: 판문점 북한군 역
- 창석: 동료장교 역
- 강득종: 세탁소 요원 역
- 김대현: 우편배달부 역
- 김미혜: 뉴스 앵커 역
- 황인준: 압수수색 검사 역
- 이승훈: 압수수색 수사관 역
- 이종신: 별장 선착장 장교 역
- 김영주: 김장혁 교수 아내 역
- 한동희: 판문점 북한군 장교 1 역
- 임정민: 판문점 북한군 장교 2 역
- 김재희: 고려항공 승무원 역
- 강재은: 택시기사 역
- 이승찬: 광고촬영장 스텝 1 역
- 이재국: 광고촬영장 스텝 2 역
- 최영민: 광고촬영장 스텝 3 역
- 최지현: 광고촬영장 스텝 4 역
- 김형기: 광고촬영장 기자 1 역
- 윤재인: 광고촬영장 기자 2 역
- 권정연: 광고촬영장 기자 3 역
- 최희열: 광고촬영장 기자 4 역
- 김명지: 광고촬영장 기자 5 역
- 이진선: 광고촬영장 기자 6 역
- 오진하: 광고촬영장 기자 7 역
- 김우현: 광고촬영장 기자 8 역
- 기주봉: 김정일 역
- 박성웅: 한창주 역(우정출연)
- 김병옥: 장 박사 역(우정출연)
- 이효리: 이효리 역(특별출연)
- 드미트리 페도로프: 볼쇼이서커스단 역(특별출연)
- 예카테리나 스미르노바: 볼쇼이서커스단 역(특별출연)
- 알렉산드르 그리아즈노프: 볼쇼이서커스단 역(특별출연)

## 수상 경력
- 2018년 제27회 부일영화상 최우수 작품상
- 2018년 제27회 부일영화상 남우주연상 - 이성민
- 2018년 제27회 부일영화상 남우조연상 - 주지훈
- 2018년 제27회 부일영화상 미술상 - 박일현
- 2018년 제27회 부일영화상 각본상 - 권성휘 외 1명
- 2018년 제6회 BIFF 마리끌레르 아시아스타어워즈 아시아 스타상 - 주지훈
- 2018년 제55회 대종상 남우주연상 - 이성민
- 2018년 제55회 대종상 남우주연상 - 황정민
- 2018년 제55회 대종상 미술상 - 박일현
- 2018년 제2회 더 서울어워즈 영화부문 대상
- 2018년 제2회 더 서울어워즈 영화부문 남우조연상 - 주지훈
- 2018년 제38회 한국영화평론가협회상 감독상  - 윤종빈
- 2018년 제38회 한국영화평론가협회상 남우주연상 - 이성민
- 2018년 제38회 한국영화평론가협회상 남우조연상 - 주지훈
- 2018년 제38회 한국영화평론가협회상 영평 11선
- 2018년 제39회 청룡영화상 감독상 - 윤종빈
- 2018년 제39회 청룡영화상 미술상 - 박일현
- 2018년 제39회 청룡영화상 청정원 인기스타상 - 주지훈
- 2018년 제5회 한국영화제작가협회상 촬영상 - 최찬민
- 2018년 제5회 한국영화제작가협회상 조명상 - 유석문
- 2018년 제5회 한국영화제작가협회상 미술상 - 박일현
- 2018년 제18회 디렉터스 컷 시상식 올해의 남자연기자상 - 이성민
- 2018년 제18회 디렉터스 컷 시상식 올해의 특별언급
- 2019년 제10회 올해의 영화상 작품상
- 2019년 제10회 올해의 영화상 남우주연상 - 이성민
- 2019년 제10회 올해의 영화상 남우조연상 - 주지훈
- 2019년 제55회 백상예술대상 영화부문 작품상
- 2019년 제55회 백상예술대상 영화부문 남자 최우수연기상 - 이성민
- 2019년 제39회 황금촬영상 최우수작품상
- 2019년 제39회 황금촬영상 촬영상-은상 - 최찬민

## 같이 보기
- 2018년 대한민국의 영화 목록